# Distretto di Kabale
Il distretto di Kabale è un distretto dell'Uganda, situato nella Regione occidentale.